# Deathbound
Deathbound ist eine finnische Deathgrind-Band aus Vaasa, die im Jahr 1995 unter dem Namen Twilight gegründet wurde, sich in Unbound umbenannte und sich schließlich ihren jetzigen Namen gab.

## Geschichte
Die Band wurde im Jahr 1995 unter dem Namen Twilight gegründet. Nachdem die Band ihre ersten beiden Demos Twilight und Melancholy of Northern Landscapes veröffentlicht hatte, nannte sie sich in Unbound um. Daraufhin veröffentlichte die Band ein weiteres Demo namens Flames of Madness. Die Band änderte ihre Namen danach in Deathbound um. Im Jahr 2000 erschien das Demo Elaborate the Torture. Die Band erreichte einen Vertrag bei Woodcut Records und veröffentlichte dort ihr Debütalbum To Cure the Sane with Insanity im Jahr 2003. Nach der Veröffentlichung unterschrieb die Gruppe einen Vertrag bei Dynamic Arts Records und veröffentlichte im Jahr 2005 dort das zweite Album Doomsday Comfort. Zudem spielte die Band Konzerte mit Gruppen wie Demilich, Cult of Luna und Dismember. Das nächste Album schloss sich im Jahr 2007 mit We Deserve Much Worse an. Zudem folgte eine Tour mit Napalm Death und The Scourger. Im Jahr 2009 nahm die Band einige neue Lieder auf, die auf einer Split-Veröffentlichung mit Coldworker erschien. Der Tonträger wurde bei Power It Up veröffentlicht. Im Jahr 2010 erschien über Dynamic Arts Records mit Non Compos Mentis ihr viertes Album. Im Februar 2010 hielt die Band eine Tour durch Europa zusammen mit Demonical und My Own Grave ab.

## Stil
Die Band spielt eine Mischung aus Death Metal und aggressivem Grindcore, wobei die Geschwindigkeit der Lieder durchgängig hoch gehalten ist. Vergleichbar ist die Band mit Gruppen wie Nasum, Ultrawurscht, The Arson Project und Rotten Sound.

## Diskografie

### Als Twilight
- Twilight (Demo, 1995, Eigenveröffentlichung)
- Melancholy of Northern Landscapes (Demo, 1995, Eigenveröffentlichung)

### Als Unbound
- Flames of Madness (Demo, 1999, Eigenveröffentlichung)

### Als Deathbound
- Elaborate the Torture (Demo, 2000, Eigenveröffentlichung)
- To Cure the Sane with Insanity (Album, 2003, Woodcut Records)
- Deathchain / Deathbound (Split mit Deathchain, 2005, Dynamic Arts Records)
- Doomsday Comfort (Album, 2005, Dynamic Arts Records)
- We Deserve Much Worse (Album, 2007, Dynamic Arts Records)
- Coldworker / Deathbound (Split mit Coldwork, 2009, Power It Up Records)
- Non Compos Mentis (Album, 2010, Dynamic Arts Records)